# Menomena
I Menomena sono un gruppo musicale indie rock statunitense originario dell'Oregon e attivo dal 2000.

## Formazione
- Danny Seim
- Justin Harris

Ex membri
- Brent Knopf

## Discografia
Album
- 2003 - I Am the Fun Blame Monster!
- 2005 - Under an Hour
- 2007 - Friend and Foe
- 2010 - Mines
- 2012 - Moms

EP
- 2001 - Rose
- 2006 - Wet and Rusting